# Котусов, Александр Максимович
Александр Максимович Котусов (1955 — 12 июля 2019) — кетский охотник и рыболов, автор-исполнитель, народный певец, последний кет, исполнявший и сочинявший песни на кетском языке и имевший свою личную песню, один из последних носителей кетского языка.

## Биография
Родился в кетском посёлке Келлог Туруханского района Красноярского края. Отец — эвенкийский охотник и шаман, хорошо знал кетский язык. Мать — кетка, именно от неё Александр перенял дар поэта и певца. Сестра Марья Ирикова (род. 1953) — также носитель кетского языка, знаток кетских народных сказок и примет.
Всю жизнь прожил в посёлке Келлог, где постоянно проводил время в тайге, охотился на белок, горностаев, лосей, росомах и соболей. Семейный участок Котусовых находился в районе таёжного озера Дында.
Как и многие кеты, дважды сидел в тюрьме. Одна из причин этого — коренная ломка традиционного уклада жизни кетов в советское время, последствия которой почти в полной мере ощутил на себе Александр Котусов. Среди проблем того времени — переход к оседлому образу жизни, гибель кетских мужчин на Великой Отечественной войне (об этом Александр Максимович, к счастью, только слышал от старших), уничтожение кетского шаманизма, обучение детей в интернатах вдали от дома с запретом на родной язык, перевод на русский язык всего делопроизводства, мор оленей в конце 1980-х, массовый алкоголизм. Сам Котусов, однако, никогда не злоупотреблял алкоголем.

### Творчество
Всю свою жизнь Александр пел песни. В его репертуаре были как кетские народные, обрядовые песни, так и авторские, а также переводы известных песен на кетский язык. В частности, Котусов был автором кетских песен на мотив хитов Аллы Пугачёвой, Натали, Валерия Леонтьева, Татьяны Булановой, Софии Ротару и других исполнителей, а также русских и еврейских народных, а также блатных песен. Александр — последний кет, знавший личную песню, а также личные песни матери и отца. Личную песню родители сочиняли детям при рождении, она являлась своеобразным паспортом для кета. В течение жизни слова могли изменяться, тогда как мелодия и общий настрой сохранялись. Слова песен Котусова время от времени также менялись. Основной темой песен кетского барда была его родная земля, посёлок Келлог, где он жил, протекающая рядом река Елогуй, озеро Дында. Переводя песни на русский язык, Котусов часто вкладывал в них новый смысл. Так, песня Натали «Ветер с моря дул» у Котусова носит название «Вете с Дындыдул», где Дында — таёжное озеро, рядом с которым находится семейный участок семьи Котусовых. Еврейская народная песня «Тум-балалайка» в интерпретации Котусова носит название «чёрная песня» (кет. тум — «чёрный», балала — напев, аналогичный русскому «ля-ля-ля»). Песни были записаны от Александра Максимовича в 2005 году и окончательно расшифрованы в 2009 году при помощи автора. Также Котусов помог с переводом текстов, записанных от знатока кетского фольклора Ольги Васильевны Латиковой (1917 — 2007) из посёлка Суломай.

### Болезнь и смерть
Летом 2018 года Александр почувствовал себя плохо. В связи с труднодоступностью посёлка Келлог к врачам он обратился достаточно поздно, однако тогда никакого диагноза поставлено не было. Несколько месяцев спустя Александр Максимович попал в Красноярскую больницу с онкологическим заболеванием. Его хотели выписать, не оказав необходимой помощи, однако о ситуации узнали ранее занимавшиеся изучением кетов и знавшие Котусова лично общественный деятель Юлия Галямина и антрополог Никита Петров, которые открыли сбор средств на лечение Котусова. Московские лингвисты помогли собрать 45 000 рублей для покупки необходимых лекарств и отправки Александра Котусова в больницу, что возможно было только с помощью вертолёта.
Умер утром 12 июля 2019 года в Туруханской больнице. Похоронен в Келлоге. После его смерти остаётся примерно 10—20 человек, в совершенстве владеющих кетским языком.